# Christakīs Christoforou
Christakīs Christoforou (in greco: Χριστάκης Χριστοφόρου; 26 gennaio 1964) è un allenatore di calcio ed ex calciatore cipriota, di ruolo centrocampista.

## Carriera
Ha giocato due partite per la nazionale cipriota nel 1987.

## Palmarès

### Giocatore

#### Competizioni nazionali
- Campionato cipriota: 1

APOEL: 1989-1990
- Coppa di Cipro: 2

AEL Limassol: 1984-1985, 1986-1987
- Supercoppa di Cipro: 1

AEL Limassol: 1985